# Nasir Iqbal
Pour les articles homonymes, voir Iqbal.
Nasir Iqbal, né le 1er avril 1994 à Bannu, est un joueur professionnel de squash représentant le Pakistan. Il atteint, en février 2016, la 35e place mondiale sur le circuit international, son meilleur classement.

## Biographie
Alors qu'il atteint son meilleur classement de 35e mondial, il est reconnu coupable de dopage par l'Agence mondiale antidopage après un contrôle positif et malgré un échantillon B négatif. Il est banni pour quatre années du 19 février 2016 au 19 février 2020.

## Palmarès

### Titres
- Championnats d'Asie par équipes : 2014

### Finales
- CCI International : 2014